# Origa
Ol'ga Vital'evna Yakovleva, mais conhecida como Origa, (em russo: Ольга Витальевна Яковлева; em japonês: オリガ; Novosibirsk, 12 de outubro de 1970 – Sapporo, 17 de janeiro de 2015) foi uma cantora, compositora e letrista russo-japonesa.

## Carreira
Após formar-se numa escola de música, vai ao Japão em intercâmbio em dezembro de 1991. Em 1993, após três meses de estadia em Sapporo, assina contrato com a gravadora ROAD&SKY, lançando em 25 de maio de 1994 o primeiro álbum, ORIGA, pela gravadora Toshiba EMI.
Em 1998, seu segundo single, Polyushko Pole, é utilizado como tema de abertura da novela Ao no Jidai, atraindo a atenção da mídia.
Em 2000, começa sua parceria com a compositora Yoko Kanno, cantando a música Moon, do anime Turn A Gundam. Essa parceria rendeu os temas de abertura da série STAND ALONE COMPLEX, S.A.C. 2nd GIG e S.A.C. SOLID STATE SOCIETY, além do tema de encerramento do anime Fantastic Children (com direito a uma versão da música Mizu no madoromi em russo).
No dia 17 de janeiro de 2015, Origa faleceu devido a um câncer pulmonar.

## Discografia

### Singles
1. Kaze no naka no solitea
- Lançamento em 7 de junho de 1995 (selo: EMI Music Japan)

1. Kaze no naka no solitea
2. Anata ga iru kara
2. Polyushko Pole "Le Vent Vert"~Le Temps Blue~
- Lançamento em 23 de julho de 1998 (selo: EMI Music Japan)

1. Polyushko Pole "Le Vent Vert"~Le Temps Blue~ (Tema de abertura da novela Ao no Jidai)
2. Lilica
3. Mizu no madoromi
- Lançamento em 21 de novembro de 2004 (selo: Victor Entertainment)

1. Mizu no madoromi
- Tema de encerramento do anime Fantastic Children

2. Mizu no madoromi (Russian Version)
3. Mizu no madoromi (TV Version)
4. Mizu no madoromi (Instrumental)

### Álbuns
1. ORIGA
- Lançamento em 25 de maio de 1994 (selo: EMI Music Japan)

2. illusia
- Lançamento em 28 de janeiro de 1995 (selo: EMI Music Japan)

3. Lila kara no kaze
- Lançamento em 11 de setembro de 1996 (selo: EMI Music Japan)

4. Eien.
- Lançamento em 23 de setembro de 1998 (selo: EMI Music Japan)

5. The Best of ORIGA
- Lançamento em 14 de outubro de 1999 (selo: EMI Music Japan)

6. ERA OF QUEENS
- Lançamento em 19 de novembro de 2003 (selo: GEMMATIKA Records)

7. AURORA
- Lançamento em 5 de outubro de 2005 (selo: GEMMATIKA Records)

8. THE SONGWREATH
- Lançamento em 8 de outubro de 2008 (selo: GEMMATIKA Records)

### Mini álbum
1. Crystal Winter
- Lançamento em 11 de novembro de 1994 (selo: EMI Music Japan)

### Compilações
1. Koukaku Kidoutai STAND ALONE COMPLEX O.S.T.
- Lançamento em 22 de janeiro de 2003 (selo: Victor Entertainment)
  - inner universe (Tema de abertura do anime STAND ALONE COMPLEX)

2. Koukaku Kidoutai STAND ALONE COMPLEX O.S.T. 2
- Lançamento em 26 de março de 2004 (selo: Victor Entertainment)
  - rise (Tema de abertura do anime S.A.C. 2nd GIG)

3. Kokkurishima no Hitotoki ~Borabora sama kara no okurimono~
- Lançamento em 2 de março de 2005 (selo: Victor Entertainment)
  - Ukiyo yume (Música-tema do anime Fantastic Children)

4. Koukaku Kidoutai STAND ALONE COMPLEX SOLID STATE SOCIETY O.S.T.
- Lançamento em 22 de novembro de 2006 (selo: Victor Entertainment)
  - player (Tema de abertura do anime S.A.C. Solid State Society)
  - date of rebirth (Tema de encerramento do anime S.A.C. Solid State Society)